# Marteniza

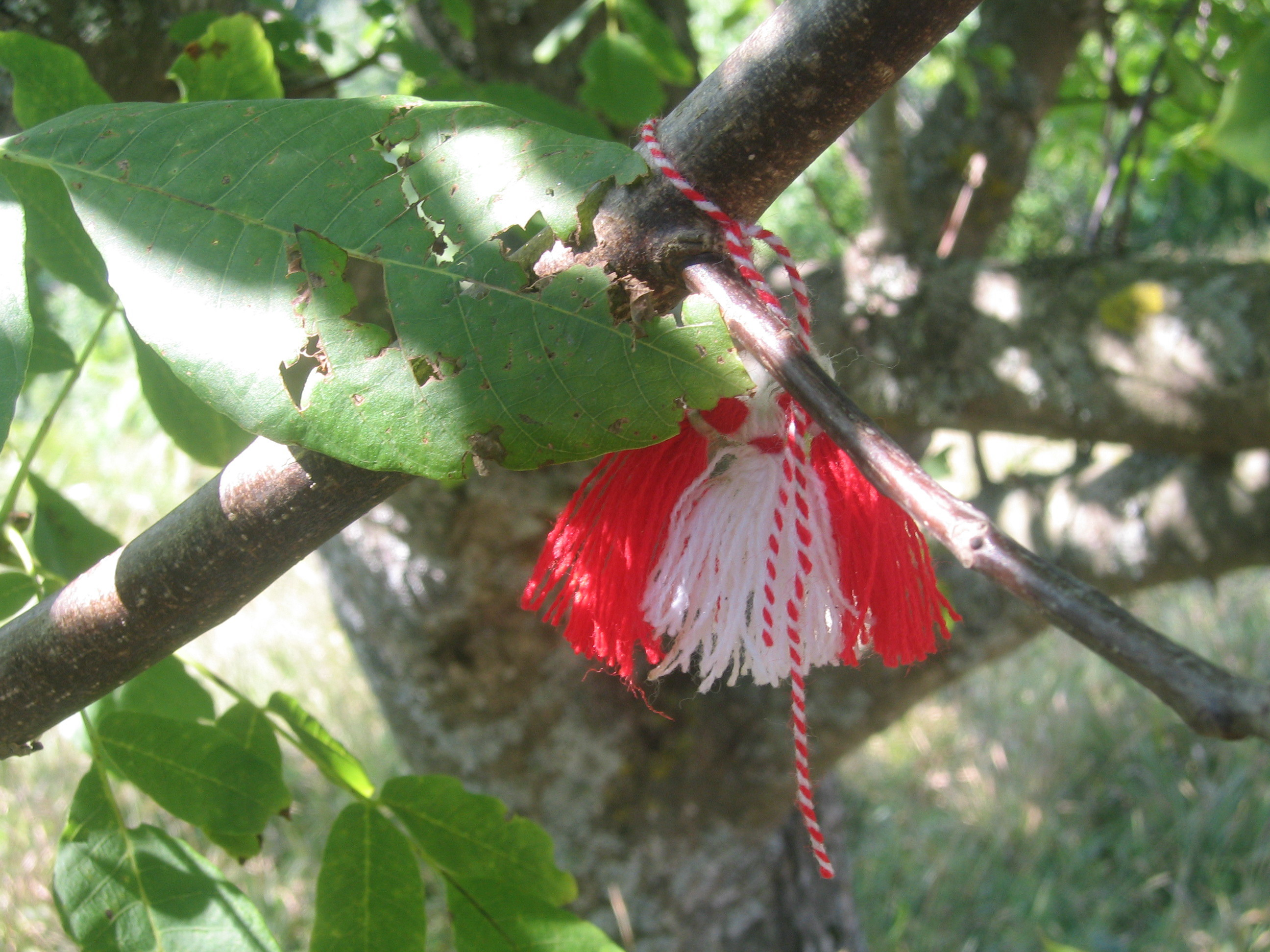
Bereits abgelegte Marteniza

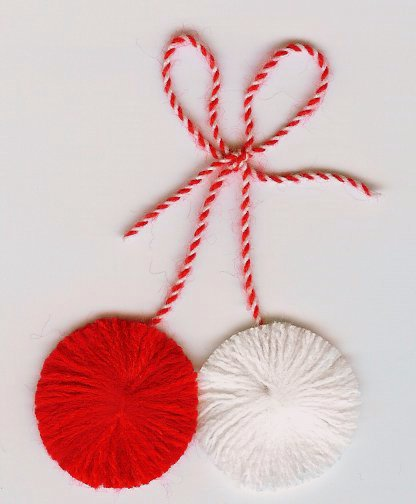
Marteniza mit Pompons

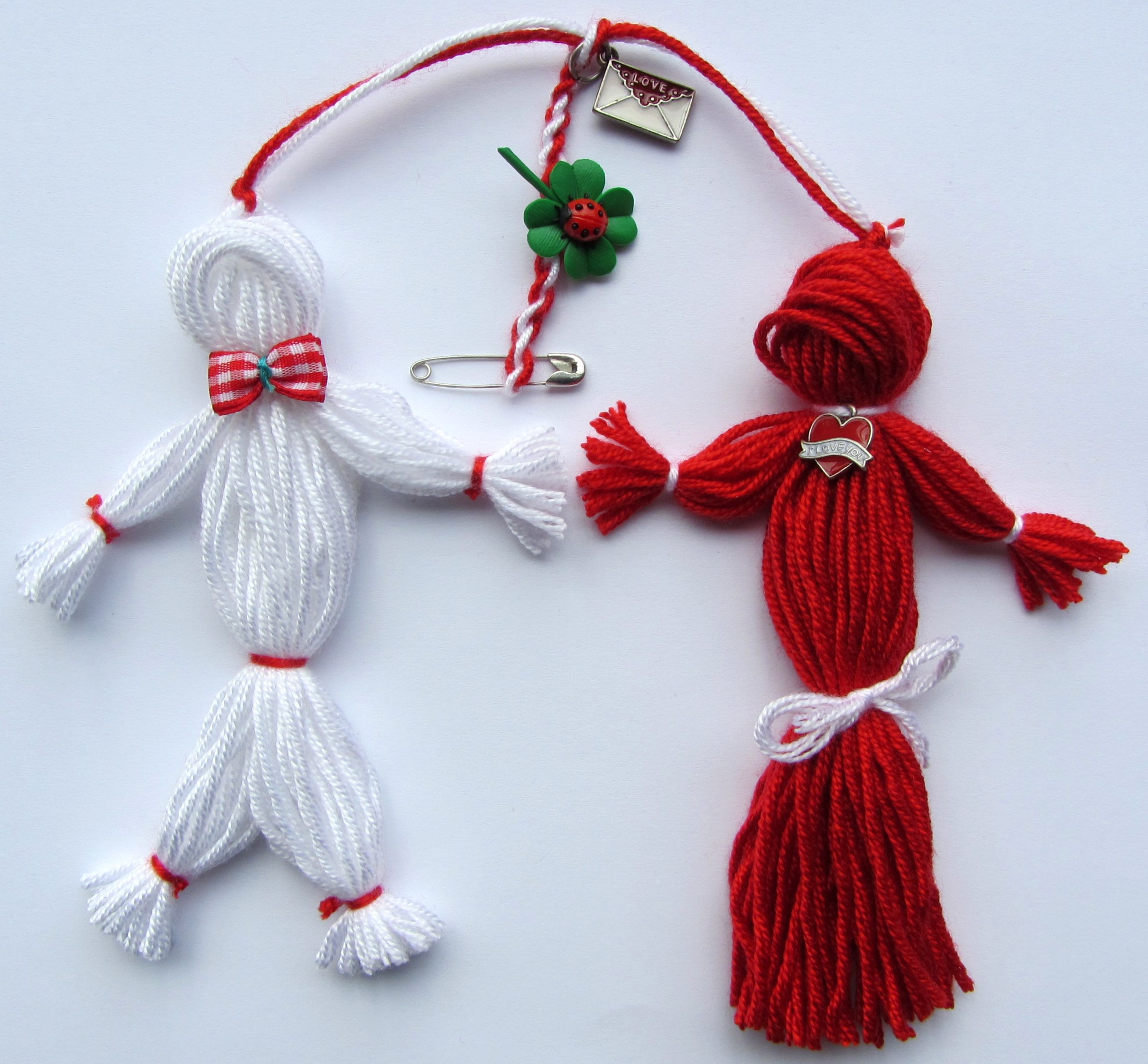
Püppchen aus Wolle

Regionen in der die Marneza/Mărțișor verbreitet ist

Marteniza (f., bulgarisch мартеница, vom bulgarischen Namen für den Monat März: март) ist ein kleiner rot-weißer Schmuck, der im März jedes Jahres nach einem alten Brauch getragen wird. Dieser alte Brauch stammt aus der Zeit vor dem 7. Jahrhundert n. Chr. Als einer der beliebtesten bulgarischen Bräuche und über Jahrhunderte gepflegt, ist das gegenseitige Beschenken mit Martenizi (мартеници, Pluralform) am 1. März und in der darauf folgenden Woche. Es handelt sich um kleine rot-weiße Anhänger, Quasten, Püppchen oder schlichte Armbänder aus Stoff, Wolle oder Baumwollfäden, die in Bulgarien Anfang März von allen getragen werden. Sie werden ebenfalls gern im ganzen Freundeskreis per Briefchen oder Postkarten verschickt.
Die Marteniza ist im Wesentlichen ein Talisman für Gesundheit und ein langes Leben, was jeweils die Farben symbolisieren: rot für rote Wangen und weiß für weißes Haar und hohes Alter. Man trägt sie auf der linken Seite (dort, wo das Herz ist) oder als Armband auf dem linken Arm. Die rot-weißen Glücksbringer trägt man so lange, bis man ein erstes Frühlingszeichen – einen Storch, eine Schwalbe oder einen blühenden Baum – sieht. Dann (spätestens zum 1. April) hängt man sie auf einen Baum oder legt sie unter einen Stein und wünscht sich etwas Schönes.
Eine ähnliche Tradition gibt es zum 1. März auch bei den Rumänen aus Rumänien und der Republik Moldau, wo sie als Mărțișor bekannt ist.  In Nordmazedonien ist das Armband unter dem Namen Martinka (mazedonisch Мартинка) bekannt. Während des Flechtens wird traditionell eine Schutzformel ausgesprochen, um sich vor negativen Einflüssen oder „bösen Zungen“ zu schützen. Manche nutzen diesen Brauch auch, um Wünsche zu äußern. In Griechenland heißt der Brauch Martis (griechisch Μάρτης). In Albanien heißt ein rot-weißes Bändchen, das am Sommerfest Dita e Verës am 14. März getragen wird, Verore.

## Baba Marta
Baba Marta (Баба Марта) ist eine volkstümliche, ausschmückende Umschreibung für den Monat März (deutsche Analogie: der Lenz oder die Figur von Frau Holle, die für Schnee sorgt). Baba heißt auf Deutsch „Oma“. Auch die Begrüßung Tschestita Baba Marta (bulgarisch Честита баба Марта, „glückliche Oma Marta“) ist typisch für den Anfang März in Bulgarien.
Hinter dem Marteniza-Brauch steckt der alte Glaube, dass die rot-weißen Martenizi Baba Marta, die Personifizierung des Monats März in Gestalt einer alten, ärgerlichen und launischen Frau, mild stimmen, damit sie nicht zornig wird und Kälte über das Land schickt. Dies hängt mit dem Landesklima zusammen: Oft kündigt sich der Frühling Anfang März an und gegen Ende des Monats kommt es dennoch zu Schneefall. Alle Erwachsenen, Kinder und Haustiere werden mit Martenizi beschenkt und geschmückt, damit sie gesund bleiben.

## Geschichte
Der Ursprung der Martenizi geht auf die Gründung des Ersten Bulgarischen Reiches im Jahr 678 durch die Protobulgaren zurück.
Der Legende nach gingen zur Zeit der Gründung des ersten bulgarischen Staates die fünf Söhne von Kubrat, begleitet von ihrer Schwester Houba, auf die Jagd. Als sie die Donau erreichten, sahen sie einen silbernen Hirsch. Wie versteinert standen sie da und wagten es nicht auf den Hirsch zu schießen. Der Hirsch überquerte den Fluss und gelangte an das andere Ufer und zeigte der Jagdgesellschaft so, dass sich dort eine Furt, also eine Möglichkeit befand, den Fluss zu überqueren.
Eine Brieftaube brachte der Jagdgesellschaft schlechte Nachrichten. Ihr Vater, der Gründer des Alten Bulgarischen Reiches, lag auf dem Sterbebett. In seinen letzten Stunden mahnte der Vater seine Söhne Bajan, Kotrag, Asparuch, Kuwer und Alzek eindringlich, nicht die lockeren Verbindungen zwischen den verschiedenen Bulgarenstämmen abbrechen zu lassen. Seine Söhne schworen, Bulgarien zu verteidigen.
Bald nach dem Tod ihres Vaters drangen die Chasaren in ihr Land ein. Ashiba – dem Khan der Chasaren – gelang es Phanagoria, die Hauptstadt des Landes zu erobern.
Houba, die Tochter von Kubrat, wurde von Ashiba gefangen genommen. In der Hoffnung ihren Brüdern die Chance auf Freiheit zu geben, unternahm sie einen Selbstmordversuch, wurde aber von den Wachen aufgehalten.
Ihre Brüder hielten ihren Schwur auf verschiedene Art. Bayan blieb bei seiner Schwester und erkannte die Herrschaft von Khan Ashiba an. Kotrag ging nach Norden zur Wolga, während Asparuch, Kuwer und Alzek sich auf der Suche nach neuem Land – ohne einen Unterdrücker – nach Süden wandten.
Bevor die Brüder heimlich abreisten, hatten sie mit ihrer Schwester Houba und dem bei ihr bleibenden Bruder Bajan vereinbart, ein goldenes Band – geknüpft um den Fuß eines Vogels – als Nachricht zu senden, wenn sie freies Land finden würden.
Eines Tages flog ein von Asparuch geschickter Falke mit dem vereinbarten Zeichen in Houbas Raum, woraufhin sie und Bajan sofort Fluchtpläne schmiedeten. Gerade als sie nach einem Platz Ausschau hielten, um die Donau zu überqueren, wurden sie von den Spähern der Chasaren entdeckt und verfolgt. Houba band dem Falken schnell ein weißes Band um den Fuß und übergab ihn ihrem Bruder Bajan. Dann eilte sie davon, um zu versuchen, eine Furt über die Donau zu finden. Bajan wollte den Falken aufsteigen lassen, aber gerade als der Vogel losfliegen wollte, traf ein feindlicher Pfeil Bajan und sein Blut tränkte das eine Ende des Bandes rot.
Mit allerletzten Kräften schafften Houba und Bajan es das Land, das Asparuch entdeckt hatte – das heutige Bulgarien – zu erreichen. Asparuch konnte seinen sterbenden Bruder und seine Schwester noch willkommen heißen. Später zeichnete er seine Soldaten mit den weiß-rot gefärbten Fasern des Bandes aus.